# 어제이 데븐
아자이 데브간(Ajay Devgn, 1969년 4월 2일 ~ )은 인도의 배우이다.

## 참여 작품
- 스트레이트 프럼 더 하트
- 모범경찰 싱감
- RRR (영화)

### 더빙
- 나는 파리다

### 텔레비전
- 인간과 자연의 대결